# 侣俸镇
侣俸镇，是中华人民共和国重庆市铜梁区下辖的一个乡镇级行政单位。2006年8月25日，侶俸鎮。管轄原侶俸鎮和原斑竹鄉、新復鄉所屬行政區域，轄37個村、3個社區居委會，幅員面積87.56平方公里。鎮人民政府駐侶俸場(原址)。 

## 行政区划
侣俸镇下辖以下地区：
池水河社区、中兴社区、竹园社区、柏香村、西岳村、水龙村、新学村、石蛤村、永乐村、玉林村、保乡村、文曲村、石河村、志和村、天星村、保宁村、凤飞村、妙明村、白塔村、三石村、坪堰村和太石村。
- 侶俸鎮，1919年置侶俸鄉，1953年文曲、新復、石蛤3個鄉析出，1958年與新復、文曲合建侶俸公社，1983年復置鄉，1989年建鎮。轄水龍、平橋、勝龍、白香、新學、火炮、永樂、石蛤、團竹、玉林、西嶽、德安、長壩、石河、保鄉、鳳山、三塔、文曲、明星、方溝、志和21個行政村和1個居委會。
- 斑竹鄉。1919年置斑竹鄉，1958年改公社，1983年復置鄉。轄新益、白塔、三石、如意、坪堰、太石、義安、龍凼8個行政村和1個居委會。
- 新復鄉，1953年置新復鄉，1958年併入侶俸公社，1961年析建新復公社，1984年復置鄉。轄天星、銅安、涼井、保寧、團結、妙明、鳳飛、方丘8個行政村。